# Adolf Hackenjos
Adolf Hackenjos (ur. 6 lutego 1910 w Triberg im Schwarzwald, zm. ?) – zbrodniarz hitlerowski, jeden z funkcjonariuszy pełniących służbę w niemieckich obozach koncentracyjnych i SS-Unterscharführer. 
Z zawodu był kupcem i oberżystą. Członek personelu obozów Auschwitz-Birkenau, Buchenwald i Mittelbau-Dora. 11 marca 1948 został skazany przez polski sąd w Krakowie na 8 lat pozbawienia wolności. Zwolniony w 1954.